# Apodasmia (bướm đêm)
Apodasmia là một chi bướm đêm thuộc họ Geometridae.

## Các loài
- Apodasmia rufonigraria (Walker, 1862)